# Symphonie no 1 de Mahler
Pour les articles homonymes, voir Symphonie no 1.
Titan
La Symphonie no 1 en ré majeur, dite « Titan », est la première symphonie de Gustav Mahler. Composée en 1888, la symphonie est entièrement remaniée d'abord en 1893, puis en 1897 et plus en détail jusqu'en 1903.

## Histoire
Esquissé dès 1884 à Cassel, l'essentiel de la première version de la Première Symphonie (en deux parties et en cinq mouvements) est réalisé de décembre 1887 à mars 1888. À cette époque, Mahler, âgé de 28 ans, est un chef d'orchestre très apprécié, assistant d'Arthur Nikisch à l'Opéra de Leipzig. Il profite des quelques jours de fermeture de l'opéra à la suite de la mort de l'empereur allemand Guillaume Ier pour revoir une « dernière fois » son travail.
La symphonie, qui selon Mahler doit provoquer chez autrui « mainte raison d'étonnement », ne parvient à être jouée nulle part. Cette déception et une brouille avec le directeur de l'Opéra de Leipzig causent la démission de Mahler à l'été 1888. Il se fait engager en septembre de la même année comme directeur de l'Opéra royal hongrois à Budapest. Après avoir remporté un succès considérable en donnant L'Or du Rhin et La Walkyrie, Mahler y crée sa symphonie le 20 novembre 1889 dans sa version originale terminée à Leipzig et présentée comme Poème symphonique en deux parties et cinq mouvements :
- Première partie :
  - 1) Introduction et Allegro commodo
  - 2) Andante[b]
  - 3) Scherzo

- Deuxième partie :
  - 4) À la pompes funèbres ; Attacca.
  - 5) Molto appassionato

La Première partie est bien accueillie mais la deuxième plonge l'auditoire dans la stupeur et même l'indignation « Le cercle des amis de Mahler était très ému ; le public, dans sa majorité fermé comme d'habitude à toute nouveauté formelle, réveillé brutalement d'une hibernation somnolente. À l'attaque du dernier mouvement, une dame élégante assise à mes côtés laissa tomber tous les objets qu'elle tenait à la main » (Fritz Löhr, cité par Marc Vignal).
Mahler est accusé de défier toutes les lois de la musique. « Son poème symphonique est vulgaire et insensé ». Les journaux hongrois, dont le Pester Lloyd, sont assez critiques. La Neue Pester Zeitung écrit : « Si l'on englobe le tout dans une impression d'ensemble, nous ne pouvons dire que la chose suivante : En ce qui concerne son éminente qualification en tant que chef d'orchestre, Mahler était non seulement parmi les premiers de son rang, il leur ressemble aussi par le fait qu'il n'est pas symphoniste… nous ne lui serons pas moins reconnaissants de ses efforts accomplis avec succès en tant que directeur d'Opéra et nous aimerions toujours le voir derrière son pupitre, à condition qu'il ne dirige pas ses propres compositions ».
En 1891, Mahler envoie la partition à l'éditeur Schott pour une publication, avec le titre Aus dem Leben eines Einsamen (« De la vie d'un esseulé »), sans résultat.
Du poème initial, face à l’incompréhension générale, le compositeur propose d’abord un programme détaillé en 1892. L'œuvre est ensuite créée à Hambourg le 27 octobre 1893 sous le simple titre « Titan », avec de nombreuses révisions et de nouvelles sections, y compris dans le deuxième mouvement Blumine. De nouvelles corrections ont lieu pour la première à Weimar, le 3 juin 1894,.
La quatrième création a lieu à Berlin le 16 mars 1896. Le manuscrit ne contient plus que quatre mouvements, le deuxième connu sous le nom de Blumine (« fleurettes ») ayant été retiré, et porte maintenant le nom de « Symphonie no 1 », sans aucun sous-titre. Le public, dans une salle à moitié vide, siffle la symphonie. La critique est encore sévère.
La symphonie est publiée en février 1899 par Joseph Weinberger (sans doute pour la création à Prague le 3 mars 1898) puis légèrement réorchestrée en 1903 pour une édition définitive en 1906 par Universal. Elle se présente désormais sous la forme d’une grande symphonie d’une cinquantaine de minutes, divisée en quatre mouvements.
Mahler rejoue sa symphonie à intervalles irréguliers jusqu'à sa mort.
Le chef d'orchestre Bruno Walter, ami et grand interprète de Mahler, a transcrit la symphonie pour piano à 4 mains.

## Analyse
La symphonie comporte quatre mouvements :
1. Langsam. Schleppend. Wie ein Naturlaut — Im Anfang sehr gemächlich
2. Kräftig bewegt, doch nicht zu schnell — Trio. Recht gemächlich
3. Feierlich und gemessen, ohne zu schleppen
4. Stürmisch bewegt

### Orchestration
| Instrumentation de la Symphonie no 1 |
| Bois |
| 4 flûtes (les 3e et 4e jouant aussi du piccolo), 4 hautbois (le 4e jouant aussi du cor anglais), 4 clarinettes (si bémol, do, , mi bémol, la 4e jouant aussi de la clarinette basse), 3 bassons (le 3e jouant aussi du contrebasson) |
| Cuivres |
| 7 cors, 5 trompettes (fa, si bémol) dont une postée avec les cors dans le dernier mouvement, 4 trombones dont un posté avec les cors dans le dernier mouvement 1 tuba                                                                |
| Percussions |
| timbales (2 timbaliers), cymbales, triangle, tam-tam, grosse caisse |
| Cordes |
| premiers violons, seconds violons, altos, violoncelles, contrebasses, 1 harpe |

### Premier mouvement
Le premier mouvement, sous-titré « Comme un bruit de la nature » (« Wie ein Naturlaut »), débute par une longue note tenue des cordes au-dessus de laquelle semble s’ébaucher un motif fondateur. Cette intemporalité originelle est contredite par un motif de fanfare fantômatique.
Cette introduction conduit à l’exposition du vrai premier thème, citation textuelle du deuxième lied pour basse et orchestre du cycle Lieder eines fahrenden Gesellen (« Les chants d'un compagnon errant ») datant des années 1883–1884, par les violoncelles et les bassons. Cette mélodie intitulée « Ce matin je suis allé à travers champs » restitue immédiatement le temps suspendu de l’introduction et détend l’atmosphère.
La musique se déroule alors librement dans une orchestration aérée. On décèle à l’audition de nombreux retours de la fanfare.

### Deuxième mouvement
Le deuxième mouvement (« Énergique et animé, mais pas trop rapide »), est un scherzo en la majeur, dont la thématique puise largement dans la littérature populaire autrichienne. Dans le rythme d’un ländler influencé par Franz Schubert dans les parties extrêmes et celle de Bruckner dans l’ostinato du trio central. Le premier thème du trio est en fa majeur alors le second est en sol majeur.

### Troisième mouvement

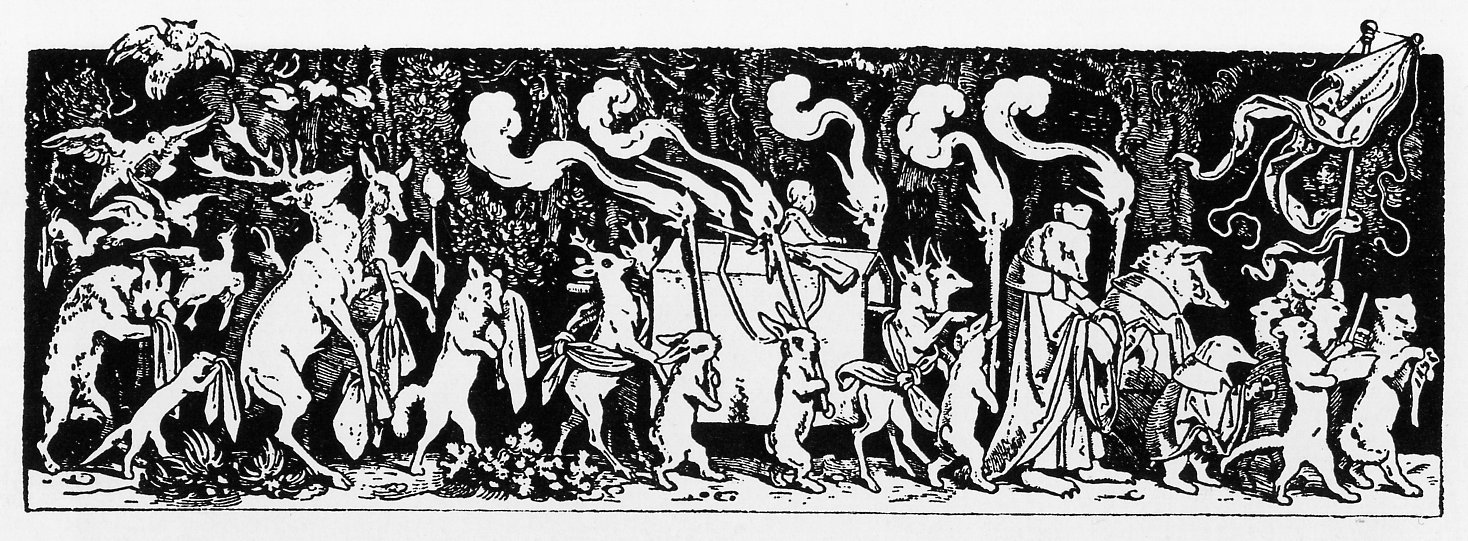
Gravure sur bois de 1850.

Il s'agit du mouvement le plus mystérieux de cette symphonie. Il met en scène une lente marche funèbre en ré mineur, bâtie sur la version allemande de la chanson enfantine Frère Jacques (Bruder Jakob).
Sur un mouvement de balancier lourd et sombre des timbales, la chanson, altérée par le mode mineur et préalablement exposée par un solo de contrebasse, se déploie lentement en une sorte de cortège funèbre. La mélodie s’amplifie, se répandant à tout l’orchestre. Soudain, un thème populaire (aux trompettes), issu des danses de cabarets (qui « ont scandalisé les auditeurs de l'époque »), est joué Mit parodie (« avec parodie »), par un petit orchestre, aux sonorités étranges : c'est la musique d'un mariage juif.
Cette alternance d’éléments graves et futiles scandalisa les premiers auditeurs peu habitués à cet amalgame de genres.
Mahler indiqua que l’inspiration saisissante de ce morceau lui venait de la réminiscence d’une image du dessinateur autrichien Moritz von Schwind, familière à tous les enfants allemands et autrichiens, L’Enterrement du chasseur (Wie die Tiere den Jäger begraben), dans laquelle un cortège d’animaux aux attitudes faussement sombres portent à sa dernière demeure le chasseur, leur ennemi. Toute l’ironie de la scène se retrouve dans la marche funèbre provoquant de la sorte un effet effroyable. Soudain, surgit un thème (en sol majeur) provenant une nouvelle fois des chants du compagnon errant (4e lied, die zwei blauen Augen).
Ce bref épisode ramène alors la marche funèbre et, dans sa suite, les danses avant qu’une dernière fois les rythmes de la marche s’éloignant dans le lointain ne referment le mouvement. Mahler aimait qualifier le mouvement de « marche funèbre à la manière de Callot », hommage aux Fantaisies dans la manière de Callot de Hoffmann, et par extension au célèbre graveur populaire du XVIIe siècle, Jacques Callot (« La tentation de saint-Antoine »).

### Quatrième mouvement
Ce grand final clôt cette symphonie. Sa structure est celle de la sonate. Il est le plus ouvertement dramatique et s’ouvre (en fa mineur) de manière tumultueuse sur de lourdes sonorités, dont « un effet sonore monstrueux : des accords de trombones semblables à des rugissements […] appuyés par les trompettes et les cors bouchés […] fait penser, avec ses respirations, aux cris d'effroi statiques de la danse sacrale du Sacre du printemps ».
S’ébauche ensuite un thème (en ré bémol majeur).
Les luttes, interrompues par une mélodie typiquement mahlérienne et des réminiscences du motif fondateur, s’achèvent par un brutal accord. « Comme s’il était tombé du ciel, comme s’il venait d’un autre monde. » (Mahler).
On reconnaît alors plusieurs éléments déjà entendus dans le premier mouvement, montrant ainsi l’unité de l’œuvre entière. Après un dernier sommet dramatique, la symphonie se referme de manière triomphale.
Ce mouvement plus particulièrement montre ce que Mahler « doit à Berlioz et à Liszt ».

## Arrangement
Bruno Walter en a réalisé un arrangement pour piano à quatre mains, publié en 1906.

## Discographie
- 1954 : Bruno Walter, Orchestre philharmonique de New York (Sony)[22]
- 1961 : Bruno Walter, Orchestre symphonique Columbia (Sony)[23]
- 1964 : Karel Ančerl, Orchestre philharmonique tchèque (Supraphon)[24]
- 1964 : Georg Solti, Orchestre symphonique de Londres (Decca)[25]
- 1966 : Leonard Bernstein, Orchestre philharmonique de New York (Sony)[26]
- 1968 : Rafael Kubelík, Orchestre symphonique de la Radiodiffusion bavaroise (DG)[27]
- 1971 : Carlo Maria Giulini, Orchestre symphonique de Chicago (EMI)[28]
- 1969 : Václav Neumann, Orchestre du Gewandhaus de Leipzig (Berlin Classics)[29]
- 1987 : Bernard Haitink, Berliner Philharmoniker (Philips)
- 1998 : Pierre Boulez, Orchestre symphonique de Chicago (DG)[30]
- 2019 : François-Xavier Roth, Orchestre les siècles (Harmonia Mundi)[31]

Pour une discographie exhaustive, consulter cette page :